# 요네자와 루미
요네자와 루미(米沢 瑠美, 1991년 6월 6일 ~ )는 일본의 여성 아이돌 그룹 AKB48 팀K의 전 멤버이다. AV 배우인 시로타 리카로 데뷔를 했었다.

## 개요
- 2007년 4월 8일부터 AKB48 극장에서 팀B의 일원으로서 공연하고 있다.
- 2009년 7월 8일, AKB48 13th 싱글 선발 총선거 결과 22위(언더걸즈)를 차지하였다.
- 2009년 8월 23일에 행해진 「요미우리 신문 창간 135주년 기념 콘서트 AKB104 선발 멤버 내각 조성축제」의 밤공연에서, 금년 10월부터 팀K에 이동하는 것이 발표되었다.
- 2012년 1월 28일, 2월 5일에 AKB48를 자진 사퇴를 발표하였다[1].
- 2012년 2월 5일, 히라지마 나츠미와 함께 AKB48를 사퇴하였다.
- 2012년 3월 31일, 소속 사무소와의 계약을 종료.
- 2012년 7월 1일, 자신의 트위터에서 엠즈 엔터프라이즈를 소속하는 것을 발표.
- 2012년 7월 20일, 블로그 개설.
- 2013년 12월경, 소속사의 공식 프로필부터 이탈.

## 인물
- 같은 팀B의 와타나베 마유에게 「마유유」란 별명을 처음 붙여준 것은 요네자와 루미이다.
- 팀K의 오오시마 유코의 어머니와 요네자와의 어머니는 소꿉친구로, 서로의 결혼식에 참가하기도 한 사이. 요네자와는 9살 때 오오시마를 만난 것이 마지막이라고 한듯, AKB에 들어가고 나서 그 유코인 것을 눈치챘다고 한다.
- 실용 영어 기능 시험 준 2급을 가지고 있다.

## 참가 유닛곡

### 1st Stage 「청춘걸스」공연
1. 블루로즈

### 2nd Stage 「만나고 싶었다」공연
1. 눈물의 쇼난
2. 물가의 체리
3. 리오의 숙명

### 3rd Stage 「파자마 드라이브」공연
1. 거울속의 잔다르크

### teamB 4th Stage 「아이돌의 새벽」공연
1. 짝사랑의 대각선

### THEATER G-ROSSO 「꿈을 죽게 놔 둘 수는 없어」공연
1. Confession

※시노다 마리코・오오호리 메구미・코모리 미카의 스탠바이

## 출연

### 드라마
- 닥터-X~외과의 다이몬 미치코~ (TV 아사히)

### 버라이어티
- 스이엔사 (NHK)
- AKBINGO! (NTV)

### 라디오
- AKB48 내일까지 벌써 잠깐 (2008년 5월 5일, 분카방송)
- ACCESS TO YOU
- NACK ON TOWN